# Fernand Martin (Unternehmen)
Fernand Martin ist ein französisches Unternehmen, das mit dem Hauptsitz in Paris von 1880 bis ca. 1965 Blechspielzeug herstellte.

## Geschichte
1880 wurde die Firma von Séraphin Fernand Martin gegründet. Fernand Martin (* 29. April 1849; † 1. September 1919).
gründete 1880 seine erste Spielzeugfirma in Paris mit 12 Mitarbeitern am Boulevard de Ménilmontant 90. 
Produziert wurden Blechfiguren wie ein Clochard oder ein Ivrogne (Säufer). Das Markenzeichen war F.M.
1892 begann er als einer der ersten mit der Industrialisierung der Spielzeugproduktion. 1912 verkauft Martin, der zum Ritter der Ehrenlegion ernannt worden war, seine Firma an Georges Flersheim, der jedoch bereits 4 Jahre später 1916 stirbt. 1919 erwirbt Francis Victor Bonnet die Firma für 190.000 Francs. Das Logo F.M. wird durch “Victor Bonnet et Cie” ersetzt. Einige erfolgreiche alte Modelle wurden wieder produziert. In der Zeit von 1920 bis 1930 erhielten alle Produkte eine Seriennummer. Die letzte Seriennummer 246 von Flersheim war für die Blechfigur Je sonne la paix. 
1934 lief der Mietvertrag aus und Bonnet zog in neue Räumlichkeiten in die Rue des Tourelles Paris XX. Nummer 8 um. 1938 verschwand das Firmenzeichen “Victor Bonnet et Cie” zu Gunsten des neuen Logos “V.B.” oder “Vébé”. 1960 bekam die Firma Bonnet den Zusatz “S.A.R.L.” (Société à responsabilité limitée). 1965 wurde das Unternehmen V.Bonnet und später auch “Bonnet frères” die nach dem Krieg von “JEP” (Jouet de Paris) übernommen worden war, endgültig geschlossen.